# Wah Cantonment
Wah Cantonment – miasto w Pakistanie, w prowincji Pendżab. Według danych na rok 1998 liczyło 198 891 mieszkańców.